# Oxya gorakhpurensis
Oxya gorakhpurensis är en insektsart som beskrevs av Usmani och Shafee 1985. Oxya gorakhpurensis ingår i släktet Oxya och familjen gräshoppor. Inga underarter finns listade i Catalogue of Life.